# Duxford Airfield
Duxford Airfield was een vliegveld van de RAF dat nabij het Engelse dorpje Duxford lag. Na de Eerste Wereldoorlog raakte Duxford in rust totdat het vliegveld werd gebruikt in de Battle of Britain. Na de Tweede Wereldoorlog kwam er een squadron met Gloster Meteors. Daarvoor moesten eerst betonnen landingsbanen aangelegd worden. Toen de Gloster Meteors uit de reguliere dienst van de RAF werd genomen werd het squadron op Duxford uitgerust met het nieuwste van het nieuwste: de Hawker Hunter. Toen deze uit dienst werd genomen ontdeed de RAF zich van Duxford. Het vliegveld werd aan het Imperial War Museum geschonken dat er tentoonstellingen houdt met betrekking tot de luchtvaart. Duxford houdt zich er ook mee bezig oude vliegtuigen vliegende te houden.

## Duxford onder het Imperial War Museum
Duxford is sinds de komst van het Imperial War Museum veranderd. Er zijn wel originele gebouwen bewaard gebleven, maar er is onder andere een kunstige hal ter ere van de Amerikaanse luchtvaart gebouwd: het American Air Museum. In hangaar worden verschillende vliegtuigen gerestaureerd. Hangaar 3 staat in het teken van de toestellen die iets met de zee te maken hebben terwijl in hangaar 4 toestellen uit de Battle of Britain te zien zijn. Op het buitenterrein wordt gevlogen en kunnen toestellen als de De Havilland Comet en de VC 10 van binnen en van buiten bekeken worden.
Er worden op Duxford ook in het airshowseizoen ook vele vliegshows gehouden. De bekendste is de flying legends show. Daar komen dan elk jaar vele 'warbirds' heen; bekende vliegtuigen uit de Tweede Wereldoorlog. Die geven dan allemaal een vliegdemonstratie. Deze show is een van de bekendste 'warbirdshows' van de wereld, en wordt elk jaar afgesloten met een grote 'flypast' waarin alle vliegtuigen die aan de show hebben deelgenomen nog een keer met zijn allen de lucht in te gaan. Andere voorbeelden zijn de mei airshow en de september airshow. Daar komen dan ook de wat nieuwere vliegtuigen ook heen. Dat is bij de flying legends show niet het geval. De shows worden altijd georganiseerd door de zogenaamde 'fighter collection' dat is een stichting die vele warbirds bezit  en onderhoud. The Fighter Collection maakt gebruik van een van de hangars van het IWM Duxford, maar bezit deze niet.